# آنالیز بقا

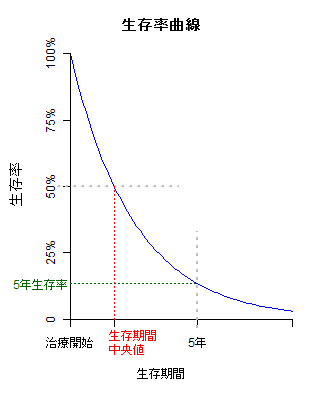
نمودار تابعی براساس تابع fکه برای درصد نموداری استفاده می گردد

آنالیز بقاء، واکافت بقا، تحلیل ماندگاری یا تجزیه و تحلیل بقاء یکی از مباحث علم آمار است که در رشته‌های مختلفی از جمله دانش رایانه، همه‌گیرشناسی و کشاورزی کاربرد دارد. تحلیل بقا به مجموعه‌ای از روش‌های آماری تحلیل داده گفته‌می‌شود که در آن‌ها متغیر مطلوب زمان وقوع یک پدیده است. این موضوع در علوم مهندسی نظریه قابلیت اطمینان نامیده می‌شود.
ویژگی خاص تحلیل بقاء این است که با داده‌های سانسور شده وفق داشته و از این رو از اطلاعات دام‌های که در زمان ارزیابی هنوز زنده هستند استفاده می‌نماید. تحلیل بقاء، به عنوان یک روش آماری که اساساً برای تحقیقات زیستی و مهندسی یافته می‌تواند در آنالیز داده‌های دیر زیستی مورد استفاده قرار گیرد. این روش آماری اطلاعات حاصل از دام‌های حذف شده (سانسور نشده) و حذف نشده (سانسور شده) را با یکدیگر ترکیب نموده و تحلیل آماری داده‌های سانسور شده را امکان‌پذیر ساخته و از سویی دیگر خصوصیت غیر خطی داده‌های طول عمر را نیز مورد توجه قرار می‌دهد.
مثال‌هایی از تحلیل بقا
- تخمین مدت زمانی که یک بیمار در بیمارستان باید بماند.
- تخمین مدت زمانی که طول می‌کشد تا یک گروه از افراد برای اولین بار به یک بیماری مبتلا شوند.
- تخمین مدت زمانی که یک بیمار زنده می‌ماند.
- تخمین مدت زمانی که متخلفی که به قید ضمانت آزاد شده است دوباره خلاف کند و دستگیر شود.

## تکنیک‌های آماری تحلیل بقا
تکنیک‌های آماری مورد استفاده در تحلیل بقاء بر اساس مدل بندی و آنالیز زمان‌های پاسخ است. زمان پاسخ یک فرد عبارت از [متغیر تصادفی] مثبتی است که فاصله بین نقطه آغاز معین و نقطه پایان را نشان می‌دهد. در [آنالیز] طول عمر تولیدی در گاوهای شیری نقطه آغاز معمولاً زمان اولین گوساله زایی و نقطه پایان (شکست) عبارت از زمانی است که حیوان از گله حذف شده یا می‌میرد. این فاصله زمانی بر حسب روز، ماه یا سال اندازه‌گیری می‌شود. عموماً، نقطه پایان می‌تواند هر رخداد دیگری نیز باشد به عنوان مثال بهبود بیماری یا موفقیت پس از [تلقیح مصنوعی] و همچنین فاصله بین نقطه آغاز و پایان می‌تواند در مقیاس‌های دیگری غیر از زمان مانند کیلوگرم شیر تولیدی بیان شود.

## ویژگی خاص تحلیل بقا
ویژگی خاص تحلیل بقا این است که با داده‌های سانسور شده وفق داشته و از این رو از اطلاعات دام‌های که در زمان ارزیابی هنوز زنده هستند استفاده می‌نماید.
معمولترین نوع سانسوره، سانسور کردن از راست است که در این حالت زمان شکست واقعی از مقدار مشاهده شده بیشتر است. از دلایل معمول سانسور کردن سمت راست عدم شکست (حذف) حیوان قبل از پایان مطالعه می‌باشد. در ارزیابی طول عمر در گله‌های گاو شیری داده سانسور شده به دلیل یکی از عوامل زیر به وجود می‌آید: حیوان در انتهای دوره مطالعه و جمع‌آوری داده هنوز زنده باشد، هنگامی که حیوان از یک گله به گله دیگر که تحت بررسی نمی‌باشد فروخته می‌شود یا زمانی که کل حیوانات موجود در یک گله از برنامه ارزیابی حذف می‌شوند.
تحلیل بقاء همچنین دارای توانایی استفاده از داده‌های ترانکیت است. در این سری داده‌ها نقطه آغاز خارج از زمان شروع جمع‌آوری داده است. یک مشاهده، زمانی گفته می‌شود ترانکیت است که تاریخ اولین گوساله زایی دام زودتر از زمان آغاز جمع‌آوری داده‌ها باشد. از آنجاییکه هیچ اطلاعاتی در زمان قبل از جمع‌آوری داده‌ها در دسترس نمی‌باشد، چنین دامی فرض می‌شود که تنها پس از آغاز جمع‌آوری داده‌ها در معرض خطر حذف باشد. رکوردهای ترانکیت برخلاف رکوردهای سانسور شده که دارای اطلاعات جزیی هستند رکوردهای کاملی در آنالیزها به حساب می‌آیند.
نوع دیگر سانسور، سانسور شدن سمت چپی است که در این حالت حذف حیوان (شکست) قبل از نقطه شروع اتفاق می‌افتد. این نوع سانسور شدن در اصلاح دام مورد توجه قرار نمی‌گیرد.

## توزیع زمان‌های شکست
آنالیز داده‌های بقاء بر اساس استفاده از توزیع و تابع‌های خاصی می‌باشد (کالبفلیش و پرنتیس، ۱۹۸۰).

### تابع ماندگاری
بیانگر این احتمال است که حیوان حداقل تا زمان {\displaystyle T} ماندگاری داشته باشد. (S(t نسبت حیواناتی است که در زمان {\displaystyle t} زنده هستند. (F(t تابع توزیع احتمال تجمعی می‌باشد.
{\displaystyle S(t)=\Pr(T>t)}  و  {\displaystyle F(t)=\Pr(T\leq t)=1-S(t)}

### تابع چگالی احتمال
بیانگر احتمالی است که شکست در فاصله زمانی t و دلتا t اتفاق بیفتد
{\displaystyle f(t)=F'(t)={\frac {d}{dt}}F(t)}

### تابع مخاطره
بیانگر احتمال شرطی است که حیوان در فاصله زمانی t + دلتا t با این فرض که تا زمان t ماندگاری داشته‌است دچار شکست شود. تمام روابط فوق بهم وابسته هستند. {\displaystyle \lambda (t)\,dt=\Pr(t\leq T<t+dt\,|\,T\geq t)={\frac {f(t)\,dt}{S(t)}}=-{\frac {S'(t)\,dt}{S(t)}}}

## برآورد تجربی تابع ماندگاری
تابع ماندگاری تجربی ما را از توزیع زمان‌های ماندگاری آگاه می‌سازد. تابع توزیع تجربی را می‌توان از طریق فرمول کاپلان – مایر محاسبه کرد (کاپلان و مایر، 1958):{\displaystyle {\hat {S}}(t)=\prod \limits _{t_{i}<t}{\frac {n_{i}-d_{i}}{n_{i}}}.}
در این فرمول (Skm(t مقدار تابع ماندگاری در زمان t و (T(k نماینگر زمان‌های شکست به ترتیب از کوچکترین به بزرگترین و dk تعداد حیواناتی است که در زمان Tk دچار شکست شده‌اند. (Skm(t برآورد حد حاصلضرب یا برآورد کاپلان – مایر تابع بقاء نامیده می‌شود. همچنین (Skm(t برآورد درست نمایی ماکزیمم (S(t شامل همه توزیع‌های ممکن است.
برآوردهای تجربی تابع ماندگاری و تابع مخاطره در مطالعات مقدماتی حائز همیت هستند چرا که می‌توان توزیع داده‌ها را با دانستن آن‌ها به دست‌آورد و همچنین انتخاب مدل برای آنالیزهای بیشتر را فراهم کرد و از سویی امکان اعتبار سنجی این مدل‌ها را میسر می‌سازند (دوکروک، ۱۹۹۲).

## مدل‌های رگرسیونی
در بسیاری از حالات، خصوصیات اصلی تابع ماندگاری یا تابع چگالی شناخته شده نبوده اما برخی اطلاعات در مورد تغییرات میزان شکست در دسترس می‌باشد. بنابراین، مدل‌های تحلیل بقاء معمولاً از روی تابع مخاطره که ریسک حذف حیوان در زمان t را نشان می‌دهد ساخته می‌شوند. فرض کلی در این حالت این است که تابع مخاطره برای هر حیوان دارای فرم پایه‌ای مشترکی است که برای تمامی حیوانات یکسان بوده و مفهوم میانگین کل را دارد. تابع مخاطره پایه هر حیوان به وسیله اثراتی که حذف حیوان را تحت تأثیر قرار داده و فاکتورهای استرس نامیده می‌شوند تغییر می‌کند.